# Tacuba (El Salvador)
Tacuba é um município do departamento de Ahuachapán, localizado ao sul da cidade de Ahuachapan, com altitude de 1500 metros. Conta com uma população de 5000 habitantes. Algumas de suas localidades mais importantes são: Loma Larga, El Chagüite, Casa Roja, La Pandeadura, Rodeo I e Rodeo II, El Nispero, San Juan, El Sincuyo, Valle La Puerta e San Rafael. Seu principal ponto turístico é La Cabaña de Tacuba. Foi decretada cidade em junho de 1999 e seu nome em pipil significa "Pátio ou campo de jogo de bola".

## Transporte
O município de Tacuba é servido pela seguinte rodovia:
- AHU-02  que liga a cidade ao município de Ahuachapán
- AHU-13  que liga a cidade ao município de Concepción de Ataco
- AHU-38  que liga a cidade ao município de San Francisco Menéndez
- AHU-14 e AHU-16 - ligam vários cantões do município [1]